# Carl Cox
Carl Cox (ur. 29 lipca 1962 w Oldham) – DJ oraz producent house i techno.
Karierę rozpoczynał w połowie lat 80., jako DJ grający hardcore i acid house. Występował wówczas jako Three Deck Wizard. Jest współtwórcą dwóch wytwórni płytowych – Intec Records i 23rd Century Records. W plebiscycie czasopisma DJMag – Top 100 DJs 2008, Carl zajął miejsce 12. Był długoletnim rezydentem klubu Space na Ibizie, aż do jego zamknięcia w 2016 roku, gdzie na imprezie Closing Party zagrał 9-godzinny set.

## Dyskografia

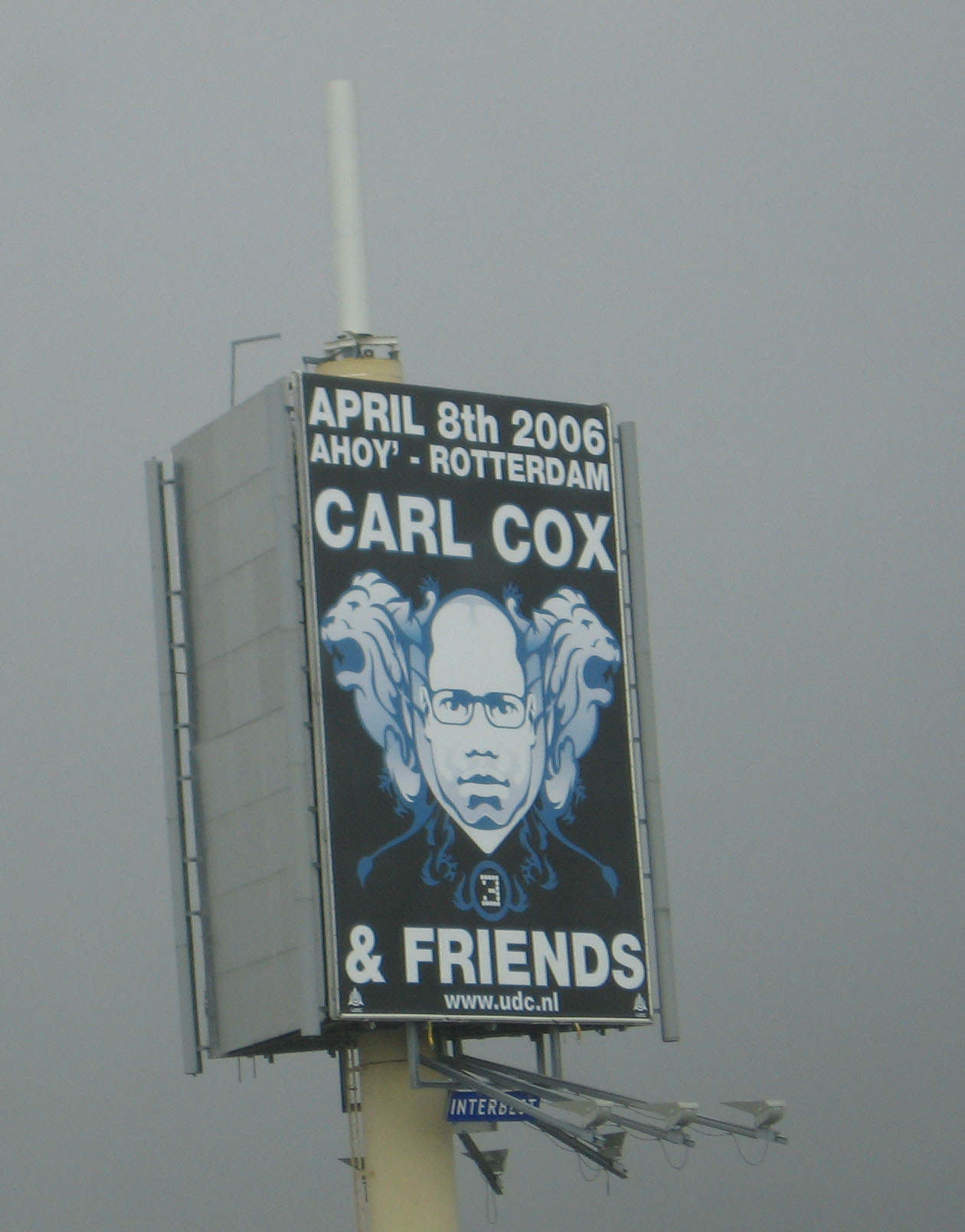
Reklama występu Carla Coxa, Holandia

### Albumy
- 1996 At The End Of The Cliche, Worldwide Ultimatum Records
- 1999 Phuture 2000, Worldwide Ultimatum Records
- 2005 Second Sign, Play It Again Sam
- 2011 All Roads Lead To The Dancefloor, Intec Digital

### EP-ki
- 2019 Dark Alleys, Circut Recordings

### Single
- 1989 Let's Do It
- 1991 I Want You (Forever), Perfecto Records
- 1992 Does It Feel Good To You, Perfecto Records
- 1993 The Planet of Love, Perfecto Records
- 1995 Two Paintings And A Drum, Worldwide Ultimatum Records
- 1996 Sensual Sophis-ti-cat, Worldwide Ultimatum Records
- 1996 Tribal Jedi, Worldwide Ultimatum Records
- 1998 Phuture 2000, Ebel Records
- 1999 Dr. Funk, Ebel Records
- 1999 The Latin Theme, Worldwide Ultimatum Records
- 2000 Golden Warrior, So Dens
- 2003 Dirty Bass, 23rd Century Records
- 2003 Space Calling, 23rd Century Records
- 2004 Give Me Your Love (Carl Cox Featuring Hannah Robinson), 23rd Century Records/Play It Again Sam
- 2006 That's The Bass (Carl Cox & Norman Cook), 23rd Century Records/Play It Again Sam
- 2011 Chemistry (Carl Cox & Shelley Segal), Intec Digital
- 2011 Nexus, Intec Digital
- 2011 Family Guy, Intec Digital
- 2012 Caiprioska, Snatch! Records
- 2013 Time for House Music, Circus Recordings
- 2014 See You Next Tuesday (Carl Cox Featuring Nicole Moudaber), MOOD Records
- 2016 Your Light Shines On Intec Digital

### Kompilacje
- 1994 Nonstopmix 1994, Liquid Rec.
- 1994 Fantazia III – Made in Heaven Remix, Fantazia
- 1994 Fantazia The DJ Collection Carl Cox, Fantazia
- 1995 F.A.C.T., React
- 1997 F.A.C.T. 2, Worldwide Ultimatum Records
- 1998 DJF 250, Sony Music Entertainment
- 1998 Non Stop 98/01, FFRR Records
- 1998 The Sound Of Ultimate B.A.S.E., Worldwide Ultimatum Records
- 1999 Non Stop 2000, FFRR Records
- 1999 F.A.C.T. Australia, X-Over Recordings
- 2000 Mixed Live Crobar Nightclub, Chicago, Moonshine Music
- 2002 Global, Play It Again Sam
- 2002 Mixed Live 2nd Session Area 2, Detroit, Moonshine Music
- 2002 Club Traxx Vol.1, Trust The DJ
- 2003 Club Traxx Vol.2, Trust The DJ
- 2003 F.A.C.T. Australia II, Warner Music Group
- 2003 U60311 Compilation Techno Division Vol. 3, V2 Records
- 2004 Back To Mine, DMC Publishing
- 2004 Pure Intec, Intec Records
- 2006 Intec 50 EP, Intec Records
- 2007 Global, Play It Again Sam
- 2008 Ultimate Carl Cox, Ministry of Sound Australia
- 2010 Global Underground 38, Black Rock Desert
- 2013 Pure Intec 2: Mixed by Carl Cox, Intec Records
- 2014 Mixmag Present Carl Cox: Sounds of Ibiza, Mixmag Records
- 2014 Space Ibiza 2014: Carl Cox Mix, Cr2 Records
- 2015 Mixmag Present Carl Cox: Space Terrace Ibiza, Mixmag Records
- 2015 In the Process of Eight, Circus Recordings
- 2016 Space Ibiza 2016, Cr2 Records

### Remiksy
- 1991 The Art of Noise – Shades Of Paranoimia (Carl Cox Remix), China Records
- 1992 Eternal – Eternal (Carl Cox Remix), Underground Level Recordings
- 1992 Robert Owens – Gotta Work (Carl's Renaissance Remix), Freetown Inc.
- 1992 Patti Day – Hot Stuff (Carl Cox Remix), Starway Records
- 1992 DJ Phantasy – Jepron (Carl Cox Remix), Liquid Wax Recordings
- 1992 Sunscreem – Perfect Motion (Carl Cox's Rhythm's A Drug Remix), Sony BMG Music Entertainment
- 1993 Visa – Let Me See Ya Move (Carl Cox's Militant March Remix), MMR Productions
- 1993 Smooth But Hazzardous – Made You Dance (Carl Cox Remix), Sound Entity Records
- 1994 Laurent Garnier – Astral Dreams (Carl Cox's MMR Remix), F-Communications
- 1994 Trevor Rockcliffe Presents Glow – Break The Law (Carl's Reconstructed Remix), MMR Productions
- 1994 Quench – Hope (Carl Cox Remix), Infectious Records
- 1994 FKW – Jingo (Carl Cox Remix), PWL
- 1994 O.T.T. – Raw (Carl Cox Remix), Industrial Strength Records
- 1994 Aurora Borealis – Raz (Carl's MMR Remix), F-Communications
- 1994 English Muffin – The Blood Of An English Muffin (Carl Cox Remix), MMR Productions
- 1994 Lunatic Asylum – The Meltdown (Carl Cox & John Selway's Circular Cycle Remix), MMR Productins
- 1995 Jam & Spoon – Angel (Ladadi O-Heyo) (Carl Cox Remix), Epic Records
- 1995 The Stone Roses – Begging You (Cox's Ultimatum Remix), Geffen Records
- 1995 Yello – L'Hotel (Carl Cox's Hands On Yello Remix), Urban
- 1995 Dr. Fernando Stomach Substance (Carl Cox Remix), MMR Productions
- 1995 Infrequent Oscillation – Burning Phibes (Carl Cox Remix), MMR Productions
- 1995 Technohead – Get Stoned (Carl Cox Remix), Mokum Records
- 1995 AWeX – It's Our Future (Carl Cox's Ultimate Remix), Plastic City UK
- 1995 Slab – Rampant Prankster (Carl Cox's Jumper Remix), Hydrogen Dukebox
- 1995 Steve Mason & Tony Crooks – Shallow Grave (Carl Cox's After Hours Remix), Rain Forest Records
- 1995 Josh Abrahams – March Time (Carl Cox Remix), MMR Productions
- 1996 System 7 – Hangar 84 (Cox's W.W. Ultimatum Remix), Butterfly Records
- 1996 Electroliners – Loose Caboose (Carl Cox Remix), XL Recordings
- 1996 Barefoot Boys – Need No Man (Cox's Harder Remix), Stealth Records
- 1996 The Advent – Mad Dog (Carl Cox Remix), Internal
- 1996 JX – There's Nothing I Won't Do (Carl Cox's Full House Remix), FFRR Records
- 1996 Consolidated – This Is Fascism (Carl Cox's Burning Gold Remix), MC Projects
- 1996 Vernon – Vernon's Wonderland (Carl Cox's Full Remix), Eye Q
- 1996 Poltergeist – Vicious Circles (Carl Cox's MMR Remix), Manifesto
- 1997 DJ SS – DJs Anthem (Carl Cox Remix), Formation Records
- 1997 Tenth Chapter – Prologue (Carl Cox & Paul van Dyk Remix), Jackpot
- 1999 Needle Damage – That Zipper Track (Carl Cox Remix), Worldwide Ultimatum Records
- 1999 Grooverider – Where's Jack The Ripper (Carl Cox's Techno Radio Edit), Higher Ground Records
- 2000 Tony Moran Featuring Cindy Mizelle – Shine On (Carl Cox's Sweat Dub), Contagious Records
- 2001 Slam – Positive Education (Carl Cox's Intec Remix), VC Recordings
- 2001 Trevor Rockcliffe & Blake Baxter – Visions Of You (Carl Cox Remix), Intec Records
- 2001 Ramirez – Volcan De Passion (Carl Cox Remix), Terapia
- 2002 Cormano – Mangamana vs. Revenge (Carl Cox's Turntable Remix) 4 Play Records, Inc.
- 2003 Tomaz vs Filterheadz – Sunshine (Carl Cox Remix), Intec Records
- 2003 Bad Cabbage – You're Rude (Get Fucked) (Carl Cox's Not So Rude Remix), Mutant Disc
- 2004 Eric Powell – Don't Deny It (Carl Cox Remix), 23rd Century Records
- 2004 Johan Cyber – Natural Funk (Carl Cox Remix), 23rd Century Records
- 2004 Cohen vs Deluxe – Just Kick! (Carl Cox Remix), Intec Records
- 2007 Sander van Doorn – "Riff (Carl Cox's Global Remix)", Doorn Records
- 2010 Moby – "Walk With Me (Carl Cox Remix)", Little Idiot Records
- 2010 Giles Peterson pres. Havana Culture feat. Ogguere – "Arroz con Pollo (Carl Cox Remix)" Brownswood Records
- 2010 Joey Beltram – "Slice 2010 (Carl Cox Rerub)", Bush Records
- 2011 Dome Patrol – "The Cutting Edge (Carl Cox & Julika Remix)", Bush Records
- 2012 Tom Taylor & Gareth Whitehead – "Tired of Being Wrong (Carl Cox Remix)", Bullet:Dodge
- 2012 The Scrumfrog & Sting – "If I Ever Lose My Faith (Carl Cox Remix)", Armada Recordings
- 2013 Davide Squillace & Guti – "The Other Side of Hustle (Carl Cox Remix)", This And That
- 2015 Pan-Pot – "Riot (Carl Cox Remix)", Second State
- 2016 Popof feat. Arno Joey – "Lidl Girl (Carl Cox Collective Remix)", Hot Creations
- 2016 Josh Abrahams – "The Traveller (Carl Cox Remix)", Bush Records
- 2016 Josh Wink – "I'm Talking to You (Carl Cox Remix)", Intec Records
- 2019 Purple Disco Mashine – "Body Funk (Carl Cox Remix)", A Postiva/Virgin EMI Records